# Icterus bullockii
El turpial de ojo rayado, turpial de Bullock, calandria cejas naranjas o bolsero calandría (Icterus bullockii) es una especie de ave paseriforme de la familia Icteridae. Es un pájaro migratorio que cría en América del Norte y migra hacia América Central durante el invierno. Su nombre científico conmemora al naturalista inglés William Bullock. No tiene subespecies reconocidas.

## Distribución y hábitat
Es nativo del suroeste de Canadá, el oeste de Estados Unidos y el norte de México. Durante el invierno migra hacia México y el norte de América Central (Guatemala, Honduras y Costa Rica).